# Bhutan na Letnich Igrzyskach Olimpijskich 1996
Bhutan na Letnich Igrzyskach Olimpijskich 1996 reprezentowało 2 zawodników - 1 mężczyzna i 1 kobieta.

## Skład kadry

### Łucznictwo
Kobiety
- Ugyen Ugyen
  - Indywidualnie - przegrała w pierwszej rundzie z  Oleną Sadovnychą, ostatecznie sklasyfikowana na 63. pozycji

Mężczyźni
- Jubzang Jubzang
  - Indywidualnie - przegrał w pierwszej rundzie z  Stanislavem Zabrodskim, ostatecznie sklasyfikowany na 48. pozycji